# Фабіо Віргініо де Ліма
Фабіо Віргініо де Ліма (порт. Fábio Virginio de Lima / араб. فابيو دي ليما; нар. 30 червня 1993, Арасажи, Параїба, Бразилія) — еміратський та бразильський футболіст, атакувальний півзахисник та нападник клубу «Аль-Васл» та національної збірної ОАЕ.

## Клубна кар'єра

### «Ікаса»
Його професіональну кар'єра розпочав в «Ікасі», у Серії B Бразилії. У своєму дебютному сезоні виходив на заміну в 11-ти матчах національного чемпіонату.

### «Атлетіку Гоянієнсі»
Наступного сезону перейшов до «Атлетіку Гоянієнсі», за який у своєму дебютному сезоні зіграв декілька матчів у Лізі Гояно. По завершення оренди частіше випускали в першій команді, а за два роки зіграв 18 матчів другого дивізіону, в яких зіграв 7 м'ячів. Він також провів 15 матчів у чемпіонаті країни.

### «Васко да Гама»
У сезоні 2013 року відправився в оренду до «Васко да Гами». У цьому сезоні дебютував у Серії А, вищому дивізіоні країни.

### «Аль-Васл»
У сезоні 2014/15 років клуб першого дивізіону «Аль-Васл» з Дубая підписав з бразильцем 2-річний контракт. У футболці «Аль-Васла» дебютував 15 вересня 2014 року в нічийному (2:2) домашньому поєдинку 1-го туру Ліги Перської затоки проти «Аль-Дафри». Фабіо вийшов на поле в стартовому складі та відіграв увесь матч, а на 75-ій хвилині отримав жовту картку. У дебютному сезоні Ліма зіграв 24 з 26 матчів чемпіонату, відзначився 16 голами і віддав ще 6 результативних передач. У наступному сезоні зіграв у всих матчах чемпіонату, відзначився 20-ма голами у воротах суперників та віддав п'ять результативних передач. Незважаючи на ці матчі, «Аль-Васл» фінішував лише шостим в обох сезонах. Тим не менш, завдяки вдалим виступам став одним із трьох гравців у шорт-листі нагороди «Найкращий іноземний гравець року» у сезоні 2015/16 років. 8 грудня 2016 року в матчі чемпіонати проти «Дібба аль-Фуджейра» йому вперше вдалося відзначитися 4-ма голами. За підсумками сезону відзначився 25-ма голами і 5-ма результативними передачами. Окрім цього, вперше визнаний «Іноземним гравцем року ОАЕ» і з «Аль-Васлом» вперше пройшов кваліфікацію в Лізі чемпіонів АФК 2018.

## Кар'єра в збірній
У лютому 2020 року Ліма отримав еміратське громадянство. У футболці національної збірної ОАЕ дебютував 12 жовтня 2020 року в товариському поєдинку проти Узбекистану. Першим голом за національну команду відзначився 29 березня 2021 року в поєдинку проти Індії.

## Статистика виступів

### Клубна
Станом на 2 травня 2019.
| Сезон                           | Команда                         | Чемпіонат                       | Чемпіонат | Чемпіонат | Нац. кубок | Нац. кубок | Нац. кубок | Конт. кубок | Конт. кубок | Конт. кубок | Інші кубки | Інші кубки | Інші кубки | Загалом | Загалом |
| Сезон                           | Команда                         | Змаг.                           | Матчі     | Голи      | Змаг.      | Матчі      | Голи       | Змаг.       | Матчі       | Голи        | Змаг.      | Матчі      | Голи       | Матчі   | Голи    |
| ------------------------------- | ------------------------------- | ------------------------------- | --------- | --------- | ---------- | ---------- | ---------- | ----------- | ----------- | ----------- | ---------- | ---------- | ---------- | ------- | ------- |
| 2011                            | «Ікаса»                         | Б                               | 11        | 0         | -          | -          | -          | -           | -           | -           | -          | -          | -          | 11      | 0       |
| 2013                            | «Васко да Гама»                 | A                               | 1         | 0         | КБ         | 1          | 0          | -           | -           | -           | -          | -          | -          | 2       | 0       |
| 2013                            | «Атлетіку Гоянієнсі»            | Б                               | 10        | 5         | -          | -          | -          | -           | -           | -           | -          | -          | -          | 10      | 5       |
| 2014                            | «Атлетіку Гоянієнсі»            | Б                               | 8         | 2         | КБ         | 4          | 0          | -           | -           | -           | -          | -          | -          | 12      | 2       |
| Загалом за «Атлетіку Гоянієнсі» | Загалом за «Атлетіку Гоянієнсі» | Загалом за «Атлетіку Гоянієнсі» | 18        | 7         |            | 4          | 0          |             | -           | -           |            | -          | -          | 22      | 7       |
| 2014                            | «Аль-Васл»                      | ПЛ                              | 24        | 16        | КАЗ        | 6          | 1          | -           | -           | -           | -          | -          | -          | 30      | 17      |
| 2015-2016                       | «Аль-Васл»                      | ПЛ                              | 26        | 20        | КАЗ        | 7          | 7          | -           | -           | -           | -          | -          | -          | 33      | 27      |
| 2016-2017                       | «Аль-Васл»                      | ПЛ                              | 26        | 25        | КАЗ        | 7          | 4          | -           | -           | -           | -          | -          | -          | 33      | 29      |
| 2017-2018                       | «Аль-Васл»                      | ПЛ                              | 21        | 19        | КАЗ        | 8          | 4          | ЛЧА         | 4           | 2           | -          | -          | -          | 33      | 25      |
| 2018-2019                       | «Аль-Васл»                      | ПЛ                              | 18        | 11        | КАЗ        | 6          | 1          | ЛЧА         | 2           | 1           | -          | -          | -          | 26      | 13      |
| Загалом на «Аль-Васл»           | Загалом на «Аль-Васл»           | Загалом на «Аль-Васл»           | 115       | 91        |            | 34         | 17         |             | 6           | 3           |            | -          | -          | 155     | 111     |
| Усього за кар'єру               | Усього за кар'єру               | Усього за кар'єру               | 145       | 98        |            | 39         | 17         |             | 6           | 3           |            | -          | -          | 190     | 118     |

### Голи за збірну
| № | Дата            | Місце                                    | Суперник  | Рахунок | Результат | Змагання                           |
| - | --------------- | ---------------------------------------- | --------- | ------- | --------- | ---------------------------------- |
| 1 | 29 березня 2021 | Забіл, Дубай, Об'єднані Арабські Емірати | Індія     | 5–0     | 6–0       | Товариський матч                   |
| 2 | 3 червня 2021   | Забіл, Дубай, Об'єднані Арабські Емірати | Малайзія  | 2–0     | 4–0       | кваліфікація чемпіонату світу 2022 |
| 3 | 3 червня 2021   | Забіл, Дубай, Об'єднані Арабські Емірати | Малайзія  | 4–0     | 4–0       | кваліфікація чемпіонату світу 2022 |
| 4 | 7 червня 2021   | Забіл, Дубай, Об'єднані Арабські Емірати | Таїланд   | 2–0     | 3–1       | кваліфікація чемпіонату світу 2022 |
| 5 | 11 червня 2021  | Забіл, Дубай, Об'єднані Арабські Емірати | Індонезія | 2–0     | 5–0       | кваліфікація чемпіонату світу 2022 |
| 6 | 11 червня 2021  | Забіл, Дубай, Об'єднані Арабські Емірати | Індонезія | 4–0     | 5–0       | кваліфікація чемпіонату світу 2022 |

## Досягнення
«Атлетіку Гоянієнсі»
- Ліга Гояно
  -  Чемпіон (1): 2014

«Аль-Васл»
- Чемпіонат ОАЕ
  -  Чемпіон (1): 2023-24
- Кубок Президента ОАЕ
  -  Володар (1): 2023-24

Індивідуальні
- Найкращий закордонний гравець ОАЕ (1): 2016/17
- Гравець року в чемпіонаті ОАЕ (1): 2016/17